# Karl Pauker
Karl Pauker (ros. Карл Викторович Паукер; ur. 12 stycznia 1893 we Lwowie, zm. 14 sierpnia 1937 w miejscu egzekucji Kommunarka) – komunista pochodzenia żydowskiego, funkcjonariusz służb specjalnych RFSRR i ZSRR, komisarz bezpieczeństwa państwowego II rangi (od 26 listopada 1935).
Długoletni szef ochrony osobistej Stalina (1923–1936), jeden z organizatorów „wielkiego terroru” w ZSRR, potem jego ofiara.

## Życiorys
Urodził się w rodzinie fryzjerów, pracował jako fryzjer we Lwowie (1906–1912), jako robotnik w fabryce cukierniczej, w latach 1912–1913 bezrobotny w Krakowie i Zakopanem. Według części źródeł tuż przed I wojną światową pracował jako fryzjer w operze w Budapeszcie.
Po wybuchu I wojny światowej powołany do wojska, został wzięty do niewoli przez wojska rosyjskie w kwietniu 1915 roku. Uwolniony z obozu jenieckiego w Kattakurgan w Turkiestanie po rewolucji lutowej i obaleniu caratu. W październiku 1917 wstąpił do SDPRR(b). W czasie wojny domowej w Rosji, od grudnia 1918 funkcjonariusz Czeka w Samarkandzie, od września 1920 w Wydziale Zagranicznym Czeka, potem w oddziale specjalnym Czeka – GPU. Od maja do sierpnia 1920 szef wydziału polskiego 46 Dywizji Strzeleckiej w składzie 12 Armii w wojnie polsko-bolszewickiej. Od 1 lutego 1922 zastępca, od 12 maja 1923 szef Wydziału Operacyjnego GPU – OGPU, 10 lipca 1934 przekształconego w Wydział Operacyjny GUGB NKWD – tym samym szef osobistej ochrony Józefa Stalina.
W okresie „wielkiej czystki” był jednym z organizatorów pokazowego pierwszego procesu moskiewskiego Lwa Kamieniewa i Grigorija Zinowjewa (sierpień 1936) i świadkiem ich egzekucji, którą następnie parodiował przed Stalinem. Od 28 listopada 1936 do 15 kwietnia 1937 szef Wydziału I (ochrona) Głównego Zarządu Bezpieczeństwa Państwowego (GUGB) NKWD ZSRR. Uczestniczył wówczas w przygotowaniu pokazowego drugiego procesu moskiewskiego (styczeń 1937 – Jurij Piatakow i in.) i sprawy Martemiana Riutina.
Po aresztowaniu Gienricha Jagody, 15 kwietnia 1937 został pozbawiony funkcji, a 17 kwietnia aresztowany przez NKWD wraz z innymi współpracownikami byłego szefa NKWD. Skazany na karę śmierci 14 sierpnia 1937 przez Kolegium Wojskowe Sądu Najwyższego ZSRR, w tym też dniu stracony w miejscu egzekucji Kommunarka pod Moskwą.
Nie rehabilitowany.

## Odznaczenia
- Odznaka „Honorowy Pracownik Czeki/GPU (V)” (1922)
- Order Czerwonego Sztandaru (dwukrotnie – 14 grudnia 1927 i 7 kwietnia 1931)
- Odznaka „Honorowy Pracownik RKM” (10 grudnia 1932)
- Odznaka „Honorowy Pracownik Czeki/GPU (XV)” (20 grudnia 1932)
- Order Czerwonej Gwiazdy (14 maja 1936)